# Serenade (Schönberg)
Pour les articles homonymes, voir Sérénade.
La Serenade opus 24 est une œuvre de musique de chambre pour baryton et septuor composée par le compositeur autrichien Arnold Schönberg entre 1920 et 1923.

## Analyse de l'œuvre
1. Marsch (marche)
2. Menuett (menuet)
3. Variationen (variations)
4. Sonett Nr 217 von Petrarca für eine tiefe Männerstimme (sonnet de Pétrarque pour baryton)
5. Tanzscene (scène de danse)
6. Lied (chant)
7. Finale

## Instrumentation
| Instrumentation de la sérénade |
| Cordes                         |
| violon, alto, violoncelle      |
| Bois                           |
| clarinette, clarinette basse   |
| Cordes pincées                 |
| guitare, mandoline             |

## Discographie
- Ensemble intercontemporain (John Shirley-Quirk : baryton ; Michel Arrignon : clarinette ; Guy Arnaud : clarinette basse ; Marie-Thérèse Ghirardi : guitare ; André Saint-Clivier : mandoline ; Jacques Ghestem : violon ; Gérard Caussé : alto ; Pierre Strauch : violoncelle) ; dirigé par Pierre Boulez CBS 1982